# الريحانية (قرية شركسية)
الريحانيه (بللغه الشركسيه:Рихьаные) هي قريه نصفها عربية وشركسيه في الجليل الأعلى في شمال إسرائيل، تبعد 8 كم من البلد صفد. إداريا ينتمي القرية إلى المجلس الإقليمي ميروم الجليل. أغلب سكان البلد تكون من قبيله الابزاخ والبرازي، وتبلغ عدد السكان تقريبا إلى 1,100. كل سكان القرية يؤمن في الإسلام السني، مذهب حنفي.

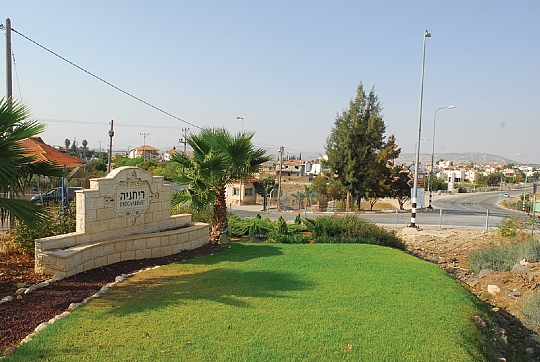
مدخل القرية

## التاريخ والخلفية
وصل الشركس إلى الشرق الأوسط بعد طردهم من وطنهم في شمال القوقاز. الشراكسة، الذين حاربو لفترة طويلة من الاحتلال الروسي في شمال القوقاز، ذبح الشعب وتم ترحيلهم من شمال القفقاس من قبل روسيا القيصرية. الحدث التي سميت «منفى الشراكسة». الإمبراطورية العثمانية، قد شهدت المحاربين الشركس، استلمهم في أراضيها واستقر بهم في المناطق التي تكون فيها تسوية متفرق، وبينهما الجليل.
تأسست قرية الريحانيه في عام 1873, لكن فقط في عام 1878 وصل إلى القرية شراكسه من قبيله الابزاخ من شمال القفقاس من المنطقة التي تكون اليوم في احتلال روسي. اسم المنطقة اليوم تكون أديغيا.
بنيت القرية في أسلوب الشركسية التقليدية واصله من شمال القفقاس ويسمى «قرية مسورة». بنيت هذه المنازل وهي تعلق لبعضها البعض بشكل جدار واق حول القرية وقد تم الحفاظ عليه إلى حتى هاذا اليوم. يوجد في القرية مسجد مثل المساجد الشركسية في القوقاز وهي تختلف جدا من المساجد العربية.
يوجد في القرية متحف شركسي ومطاعم للمئكولات الشركسيه، ووفقا للمسح في عام 1945, عدد سكان القرية كانت 290 نسمه، ومساحه اراضيها 6,137 دونم.

## مواقع خارجية
- - نتاغم ثقافي بين مزيج من الشركس والعرب على يوتيوب
- والشركس في الريحانية بإسرائيل.. لحمة ومصير واحد على يوتيوب
- يصطحبكم بجولة في قرية الريحانية الشركسية

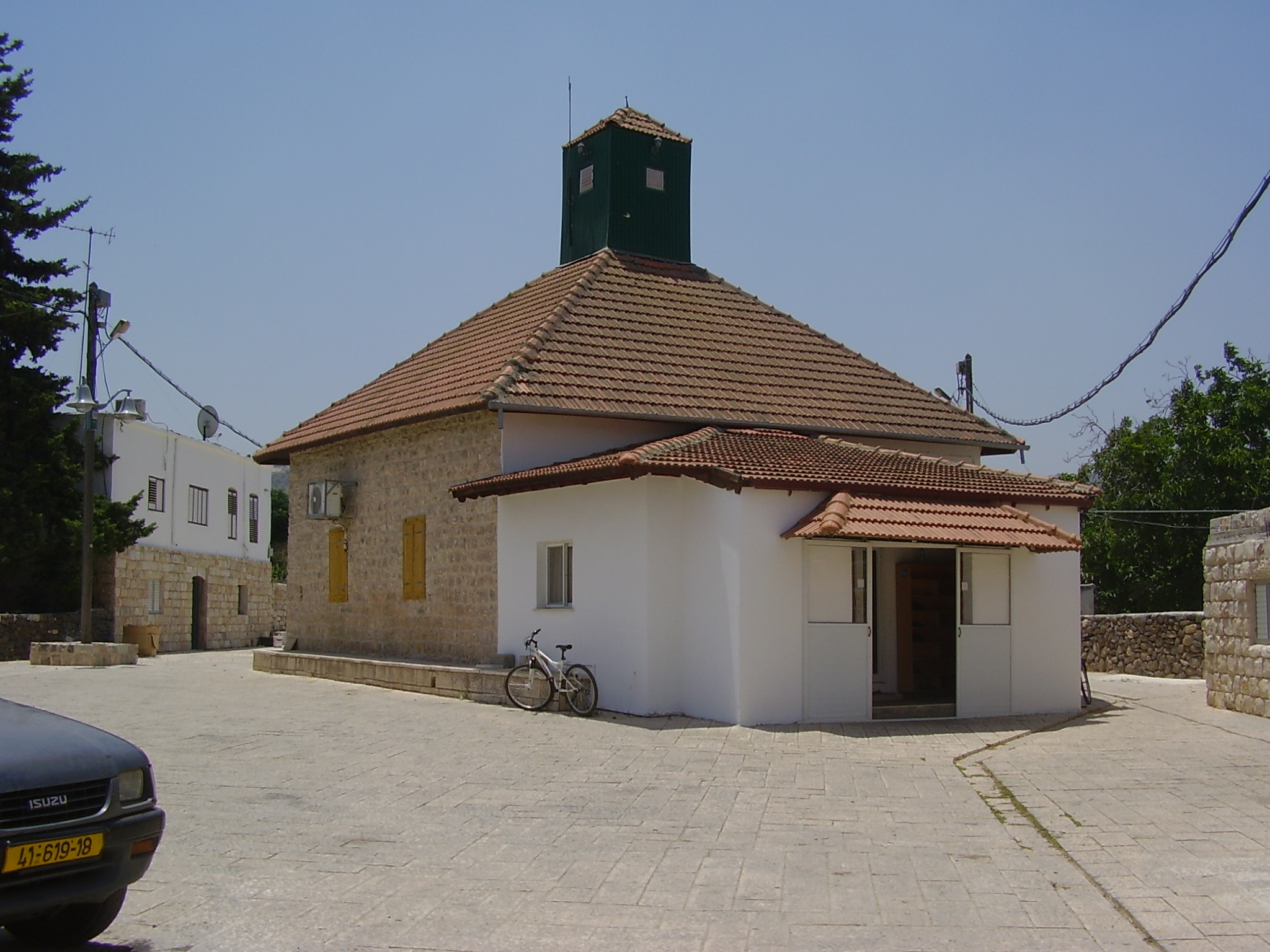
المسجد في الريحانيه
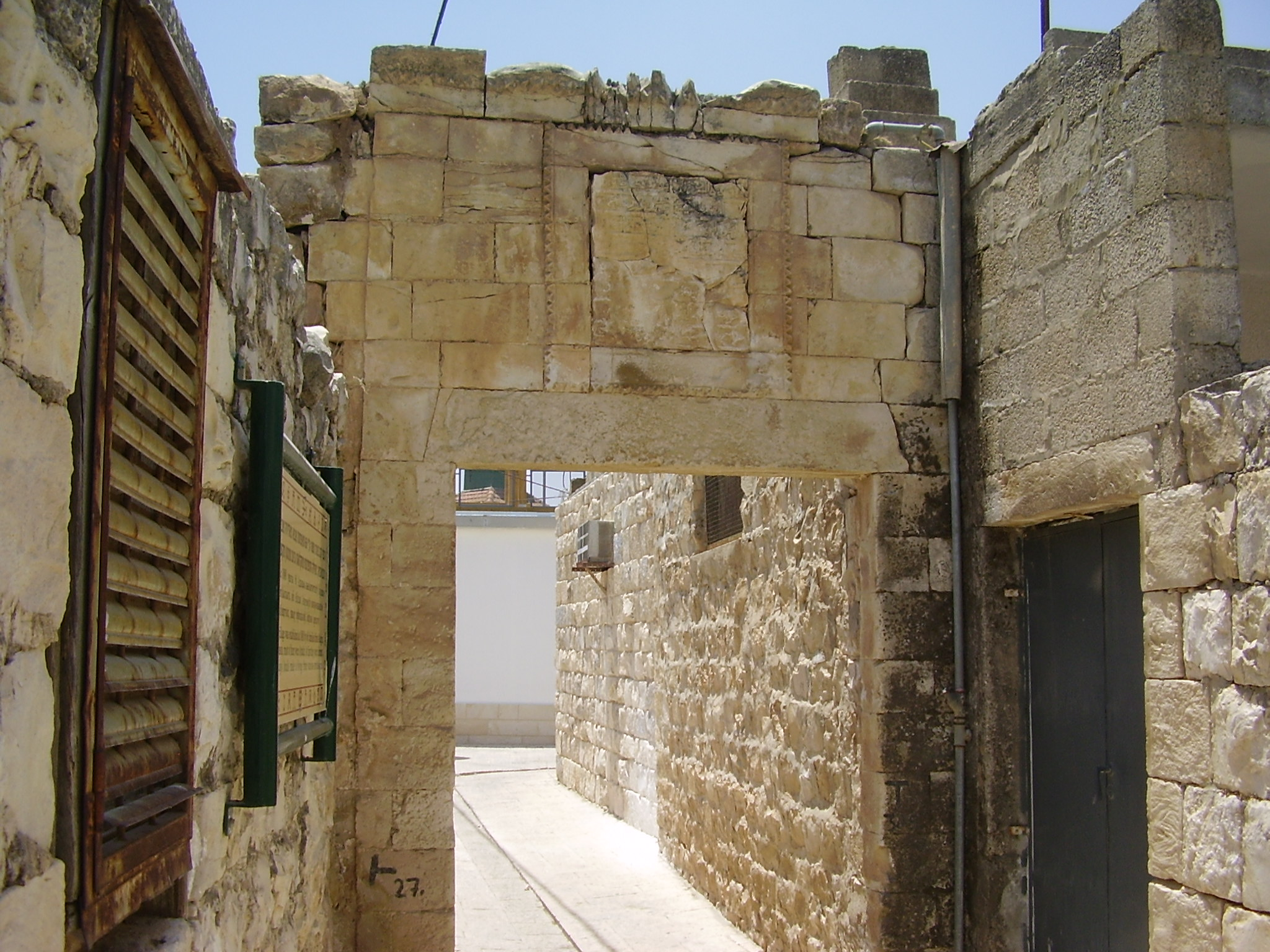
الصور القديم
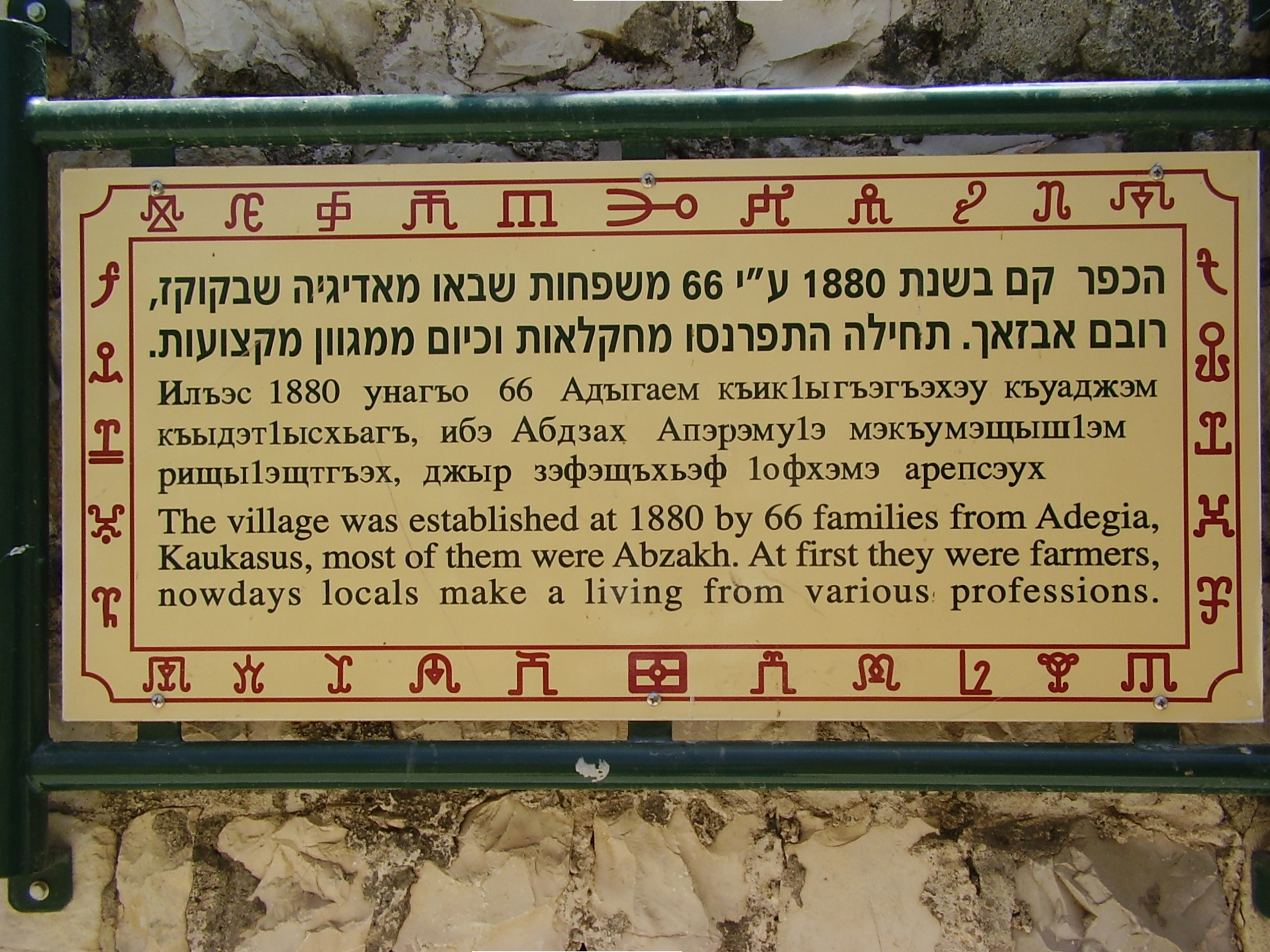
علامة شرح